# Tyniewicze Duże (gromada)
Tyniewicze Duże – dawna gromada, czyli najmniejsza jednostka podziału terytorialnego Polskiej Rzeczypospolitej Ludowej w latach 1954–1972.
Gromady, z gromadzkimi radami narodowymi (GRN) jako organami władzy najniższego stopnia na wsi, funkcjonowały od reformy reorganizującej administrację wiejską przeprowadzonej jesienią 1954 do momentu ich zniesienia z dniem 1 stycznia 1973, tym samym wypierając organizację gminną w latach 1954–1972.
Gromadę Tyniewicze Duże z siedzibą GRN w Tyniewiczach Dużych utworzono – jako jedną z 8759 gromad – w powiecie hajnowskim w woj. białostockim, na mocy uchwały nr 16/V WRN w Białymstoku z dnia 4 października 1954. W skład jednostki weszły obszar dotychczasowej gromady Tyniewicze oraz miejscowość Rotki z dotychczasowej gromady Istok ze zniesionej gminy Klejniki, a także obszar dotychczasowej gromady Kamień oraz miejscowość Łopuchówka z dotychczasowej gromady Kotłówka ze zniesionej gminy Łosinka w tymże powiecie. Dla gromady ustalono 10 członków gromadzkiej rady narodowej.
31 grudnia 1959 gromadę Tyniewicze Duże zniesiono, włączając jej obszar do gromad Klejniki (wsie Tyniewicze Duże, Tyniewicze Małe i Rotki) i Łosinka (wsie Kamień i Łopuchówka oraz kolonię Zabłocie).